# 베네통
베네통(Benetton)은 이탈리아의 기업 그룹이다. 유나이티드 칼라스 오브 베네통(United Colors of Benetton), 시즐리(Sisley)라는 의류 브랜드를 가지고 있다.